# Юнацька ліга УЄФА 2021—2022
Юнацька ліга УЄФА 2021—2022 — восьмий розіграш Юнацької ліги УЄФА, клубного футбольного турніру серед юнацьких команд європейських клубів, проведеного УЄФА. Вперше титул здобула Бенфіка.

## Формат
Формат турніру передбачає дві групи команд, які змагаються окремо одне від одного до стикових матчів.
Шлях Ліги чемпіонів УЄФА: 32 юнацькі команди клубів, що беруть участь у Лізі чемпіонів УЄФА збережуть формат і розклад матчів групового етапу, які відповідають груповому етапу Ліги чемпіонів УЄФА. Переможці груп пройдуть в 1/8 фіналу, а команди, що посядуть другі місця, пройдуть в стикові матчі.
Шлях національних чемпіонів: 32 переможці національних юнацьких турнірів проведуть два раунди двохматчевих протистоянь, а вісім переможців пройдуть в стикові матчі.
- У стикових матчах переможці національних юнацьких турнірів зіграють один матч вдома проти команд, що посіли другі місця в групі Шляху Ліги чемпіонів УЄФА.
- В 1/8 фіналу переможці груп Шляху Ліги чемпіонів УЄФА зіграють один матч проти переможців стикових матчів (господарі матчів будуть визначені жеребкуванням).
- У чвертьфіналі, півфіналі та фіналі команди зіграють один з одним по одному матчу (господарі чвертьфінальних матчів будуть визначені жеребкуванням, півфінал і фінал буде проведено на нейтральному стадіоні).

## Команди
Всього в турнірі беруть участь 64 команди:
- Юнацькі команди 32 клубів, що беруть участь у груповому етапі Ліги чемпіонів УЄФА 2021—2022 беруть участь у Шляху Ліги чемпіонів УЄФА.
- Переможці національних юнацьких турнірів 32 найкращих асоціацій у відповідності з їх рейтингом беруть участь в Шляху національних чемпіонів (Асоціації, які не мають переможця національного юнацького турніру і національного чемпіона, який вже потрапив в Шлях Ліги чемпіонів УЄФА, будуть замінені наступною асоціацією в рейтингу УЄФА).

## Розклад матчів і жеребкувань
Розклад турніру є наступним (всі жеребкування проводяться в штаб-квартирі УЄФА в Ньйоні, Швейцарія, якщо не зазначено інакше).
| Стадія                                 | Раунд         | Дата жеребкування        | 1-й матч                                     | 2-й матч                                     |
| -------------------------------------- | ------------- | ------------------------ | -------------------------------------------- | -------------------------------------------- |
| Груповий етап Шлях Ліги чемпіонів УЄФА | 1 тур         | 26 серпня 2021 (Стамбул) | 14-15 вересня 2021                           | 14-15 вересня 2021                           |
| Груповий етап Шлях Ліги чемпіонів УЄФА | 2 тур         | 26 серпня 2021 (Стамбул) | 28-29 вересня 2021                           | 28-29 вересня 2021                           |
| Груповий етап Шлях Ліги чемпіонів УЄФА | 3 тур         | 26 серпня 2021 (Стамбул) | 19-20 жовтня 2021                            | 19-20 жовтня 2021                            |
| Груповий етап Шлях Ліги чемпіонів УЄФА | 4 тур         | 26 серпня 2021 (Стамбул) | 2-3 листопада 2021                           | 2-3 листопада 2021                           |
| Груповий етап Шлях Ліги чемпіонів УЄФА | 5 тур         | 26 серпня 2021 (Стамбул) | 23-24 листопада 2021                         | 23-24 листопада 2021                         |
| Груповий етап Шлях Ліги чемпіонів УЄФА | 6 тур         | 26 серпня 2021 (Стамбул) | 7-8 грудня 2021                              | 7-8 грудня 2021                              |
| Шлях національних чемпіонів            | Перший раунд  | 31 серпня 2021           | 29 вересня 2021                              | 20 жовтня 2021                               |
| Шлях національних чемпіонів            | Другий раунд  | 31 серпня 2021           | 3 листопада 2021                             | 24 листопада 2021                            |
| Плей-оф                                | Стикові матчі | 14 грудня 2021           | 8-9 лютого 2021                              | 8-9 лютого 2021                              |
| Плей-оф                                | 1/8 фіналу    | 14 лютого 2022           | 1-2 березня 2022                             | 1-2 березня 2022                             |
| Плей-оф                                | Чвертьфінал   | 14 лютого 2022           | 15-16 березня 2022                           | 15-16 березня 2022                           |
| Плей-оф                                | Півфінал      | 14 лютого 2022           | 22 квітня 2022 на стадіоні «Коловрей», Ньйон | 22 квітня 2022 на стадіоні «Коловрей», Ньйон |
| Плей-оф                                | Фінал         | 14 лютого 2022           | 25 квітня 2022 на стадіоні «Коловрей», Ньйон | 25 квітня 2022 на стадіоні «Коловрей», Ньйон |

## Груповий етап
У кожній групі команди грають одна з одною по 2 матчі: вдома та на виїзді (по круговій системі). Команди, що посіли перше місце, виходять у 1/8 фіналу. Команди, що посіли другі місця, виходять у стикові матчі, де до них приєднаються 8 переможців шляху національних чемпіонів.

### Група A
| Поз | Команда         | І | В | Н | П | ГЗ | ГП | РГ  | О  | Кваліфікація       |     | ПСЖ | БРЮ | МСІ | ЛЕЙ |
| --- | --------------- | - | - | - | - | -- | -- | --- | -- | ------------------ | --- | --- | --- | --- | --- |
| 1   | Парі Сен-Жермен | 6 | 4 | 2 | 0 | 16 | 7  | +9  | 14 | Вихід в 1/8 фіналу |     | —   | 3–2 | 1–1 | 3–0 |
| 2   | Брюгге          | 6 | 3 | 2 | 1 | 18 | 11 | +7  | 11 | Стикові матчі      |     | 2–2 | —   | 1–1 | 4–1 |
| 3   | Манчестер Сіті  | 6 | 2 | 2 | 2 | 12 | 11 | +1  | 8  |                    |     | 1–3 | 3–5 | —   | 5–1 |
| 4   | РБ Лейпциг      | 6 | 0 | 0 | 6 | 4  | 21 | −17 | 0  |                    | 1–4 | 1–4 | 0–1 | —   |     |

### Група B
| Поз | Команда           | І | В | Н | П | ГЗ | ГП | РГ | О  | Кваліфікація       |     | ЛІВ | АТЛ | ПОР | МІЛ |
| --- | ----------------- | - | - | - | - | -- | -- | -- | -- | ------------------ | --- | --- | --- | --- | --- |
| 1   | Ліверпуль         | 6 | 3 | 2 | 1 | 9  | 4  | +5 | 11 | Вихід в 1/8 фіналу |     | —   | 2–0 | 4–0 | 1–0 |
| 2   | Атлетіко (Мадрид) | 6 | 3 | 1 | 2 | 9  | 6  | +3 | 10 | Стикові матчі      |     | 2–0 | —   | 1–2 | 3–0 |
| 3   | Порту             | 6 | 3 | 1 | 2 | 8  | 9  | −1 | 10 |                    |     | 1–1 | 1–2 | —   | 3–1 |
| 4   | Мілан             | 6 | 0 | 2 | 4 | 3  | 10 | −7 | 2  |                    | 1–1 | 1–1 | 0–1 | —   |     |

### Група C
| Поз | Команда             | І | В | Н | П | ГЗ | ГП | РГ | О  | Кваліфікація       |     | СПО | БОР | АЯК | БЕШ |
| --- | ------------------- | - | - | - | - | -- | -- | -- | -- | ------------------ | --- | --- | --- | --- | --- |
| 1   | Спортінг (Лісабон)  | 6 | 3 | 2 | 1 | 11 | 8  | +3 | 11 | Вихід в 1/8 фіналу |     | —   | 3–2 | 1–1 | 1–2 |
| 2   | Боруссія (Дортмунд) | 6 | 3 | 1 | 2 | 16 | 9  | +7 | 10 | Стикові матчі      |     | 0–0 | —   | 0–1 | 6–2 |
| 3   | Аякс                | 6 | 3 | 1 | 2 | 9  | 10 | −1 | 10 |                    |     | 2–3 | 1–5 | —   | 3–1 |
| 4   | Бешикташ            | 6 | 1 | 0 | 5 | 8  | 17 | −9 | 3  |                    | 1–3 | 2–3 | 0–1 | —   |     |

### Група D
| Поз | Команда     | І | В | Н | П | ГЗ | ГП | РГ  | О  | Кваліфікація       |     | РЕА | ІНТ | ШАХ | ШЕР |
| --- | ----------- | - | - | - | - | -- | -- | --- | -- | ------------------ | --- | --- | --- | --- | --- |
| 1   | Реал Мадрид | 6 | 4 | 1 | 1 | 11 | 6  | +5  | 13 | Вихід в 1/8 фіналу |     | —   | 2–1 | 1–0 | 4–1 |
| 2   | Інтер       | 6 | 4 | 1 | 1 | 10 | 6  | +4  | 13 | Стикові матчі      |     | 1–1 | —   | 1–0 | 2–1 |
| 3   | Шахтар      | 6 | 3 | 0 | 3 | 14 | 5  | +9  | 9  |                    |     | 3–2 | 0–1 | —   | 6–0 |
| 4   | Шериф       | 6 | 0 | 0 | 6 | 4  | 22 | −18 | 0  |                    | 0–1 | 2–4 | 0–5 | —   |     |

### Група E
| Поз | Команда       | І | В | Н | П | ГЗ | ГП | РГ  | О  | Кваліфікація       |     | БЕН | ДИН | БАР | БАВ |
| --- | ------------- | - | - | - | - | -- | -- | --- | -- | ------------------ | --- | --- | --- | --- | --- |
| 1   | Бенфіка       | 6 | 5 | 0 | 1 | 14 | 4  | +10 | 15 | Вихід в 1/8 фіналу |     | —   | 1–0 | 4–0 | 4–0 |
| 2   | Динамо (Київ) | 6 | 4 | 1 | 1 | 14 | 3  | +11 | 13 | Стикові матчі      |     | 4–0 | —   | 4–1 | 2–1 |
| 3   | Барселона     | 6 | 1 | 1 | 4 | 4  | 14 | −10 | 4  |                    |     | 0–3 | 0–0 | —   | 2–0 |
| 4   | Баварія       | 6 | 1 | 0 | 5 | 4  | 15 | −11 | 3  |                    | 0–2 | 0–4 | 3–2 | —   |     |

### Група F
| Поз | Команда           | І | В | Н | П | ГЗ | ГП | РГ | О  | Кваліфікація       |     | МЮН | ВІЛ | АТА | ЯНГ |
| --- | ----------------- | - | - | - | - | -- | -- | -- | -- | ------------------ | --- | --- | --- | --- | --- |
| 1   | Манчестер Юнайтед | 6 | 5 | 0 | 1 | 12 | 9  | +3 | 15 | Вихід в 1/8 фіналу |     | —   | 1–4 | 4–2 | 2–1 |
| 2   | Вільярреал        | 6 | 3 | 2 | 1 | 15 | 9  | +6 | 11 | Стикові матчі      |     | 1–2 | —   | 2–0 | 3–3 |
| 3   | Аталанта          | 6 | 2 | 1 | 3 | 11 | 12 | −1 | 7  |                    |     | 1–2 | 2–2 | —   | 3–0 |
| 4   | Янг Бойз          | 6 | 0 | 1 | 5 | 7  | 15 | −8 | 1  |                    | 0–1 | 1–3 | 2–3 | —   |     |

### Група G
| Поз | Команда    | І | В | Н | П | ГЗ | ГП | РГ  | О  | Кваліфікація       |     | РБУ | СЕВ | ЛІЛ | ВОЛ |
| --- | ---------- | - | - | - | - | -- | -- | --- | -- | ------------------ | --- | --- | --- | --- | --- |
| 1   | Ред Булл   | 6 | 4 | 0 | 2 | 10 | 5  | +5  | 12 | Вихід в 1/8 фіналу |     | —   | 2–0 | 3–1 | 3–0 |
| 2   | Севілья    | 6 | 3 | 2 | 1 | 8  | 3  | +5  | 11 | Стикові матчі      |     | 2–0 | —   | 0–0 | 2–0 |
| 3   | Лілль      | 6 | 3 | 1 | 2 | 7  | 6  | +1  | 10 |                    |     | 1–0 | 0–3 | —   | 2–0 |
| 4   | Вольфсбург | 6 | 0 | 1 | 5 | 2  | 13 | −11 | 1  |                    | 1–2 | 1–1 | 0–3 | —   |     |

### Група H
| Поз | Команда | І | В | Н | П | ГЗ | ГП | РГ  | О  | Кваліфікація       |     | ЮВЕ | ЧЕЛ | ЗЕН | МАЛ |
| --- | ------- | - | - | - | - | -- | -- | --- | -- | ------------------ | --- | --- | --- | --- | --- |
| 1   | Ювентус | 6 | 5 | 1 | 0 | 18 | 7  | +11 | 16 | Вихід в 1/8 фіналу |     | —   | 3–1 | 4–2 | 4–1 |
| 2   | Челсі   | 6 | 3 | 1 | 2 | 15 | 10 | +5  | 10 | Стикові матчі      |     | 1–3 | —   | 3–1 | 4–2 |
| 3   | Зеніт   | 6 | 2 | 1 | 3 | 10 | 13 | −3  | 7  |                    |     | 0–2 | 1–1 | —   | 3–2 |
| 4   | Мальме  | 6 | 0 | 1 | 5 | 8  | 21 | −13 | 1  |                    | 2–2 | 0–5 | 1–3 | —   |     |

## Шлях національних чемпіонів
В Шляху національних чемпіонів 32 команди проводять два раунди двохматчевих протистоянь з матчами вдома і в гостях. Жеребкування відбулося 31 серпня 2021 року.

### Перший раунд
| Команда 1                 | Заг. | Команда 2              | 1-й матч | 2-й матч |
| ------------------------- | ---- | ---------------------- | -------- | -------- |
| 28 вересня/20 жовтня 2021 |      |                        |          |          |
| Жальгіріс                 | 0:5  | Маккабі (Хайфа)        | 0:3      | 0:2      |
| Рейнджерс                 | 5:1  | Гаммарбю               | 3:0      | 2:1      |
| 29 вересня/19 жовтня 2021 |      |                        |          |          |
| Кельн                     | 3:7  | Генк                   | 2:4      | 1:3      |
| Септемврі                 | 4:1  | Академія футболу       | 3:0      | 1:1      |
| Габала                    | 0:11 | АЗ                     | 0:4      | 0:7      |
| 29 вересня/20 жовтня 2021 |      |                        |          |          |
| Погонь (Щецин)            | 3:4  | Депортіво (Ла-Корунья) | 3:0      | 0:4      |
| МТК                       | 6:4  | Спарта                 | 3:1      | 3:3      |
| ПАОК                      | 1:7  | Жиліна                 | 1:5      | 0:2      |
| Даугавпілс                | 0:6  | Мінськ                 | 0:4      | 0:2      |
| АПОЕЛ                     | 1:2  | Кайрат                 | 1:1      | 0:1      |
| Звієзда 09                | 0:3  | Трабзонспор            | 0:1      | 0:2      |
| Домжале                   | 2:3  | Емполі                 | 1:2      | 1:1      |
| М'єркуря-Чук              | 0:5  | Анже                   | 0:2      | 0:3      |
| Сент-Патрікс Атлетік      | 1:4  | Црвена Звезда          | 1:2      | 0:2      |
| 30 вересня/19 жовтня 2021 |      |                        |          |          |
| Русенборг                 | 3:14 | Мідтьюлланн            | 2:4      | 1:10     |
| 30 вересня/20 жовтня 2021 |      |                        |          |          |
| Шкендія                   | 1:5  | Хайдук                 | 0:2      | 1:3      |

### Другий раунд
| Команда 1                  | Заг.           | Команда 2       | 1-й матч | 2-й матч |
| -------------------------- | -------------- | --------------- | -------- | -------- |
| 2/23 листопада 2021        |                |                 |          |          |
| Трабзонспор                | 2:10           | Мідтьюлланн     | 2:5      | 0:5      |
| 3/23 листопада 2021        |                |                 |          |          |
| МТК                        | 1:3            | Генк            | 1:2      | 0:1      |
| Црвена Звезда              | 1:6            | Емполі          | 1:1      | 0:5      |
| Анже                       | 1:1 (пен. 4:5) | АЗ              | 0:1      | 1:0      |
| 3/24 листопада 2021        |                |                 |          |          |
| Хайдук                     | 4:1            | Мінськ          | 3:0      | 1:1      |
| Жиліна                     | 3:3 (пен. 3:0) | Кайрат          | 3:2      | 0:1      |
| 3 листопада/8 грудня 2021  |                |                 |          |          |
| Депортіво (Ла-Корунья)     | 5:4            | Маккабі (Хайфа) | 5:1      | 0:3      |
| 24 листопада/7 грудня 2021 |                |                 |          |          |
| Септемврі                  | 2:7            | Рейнджерс       | 2:4      | 0:3      |

## Стикові матчі
У стикових матчах 16 команд діляться на вісім пар, у яких грають по одному матчу. Жеребкування було проведено 14 грудня 2021 року. Вісім переможців другого раунду Шляху національних чемпіонів зіграють вдома з командами, що зайняли другі місця в групах Шляху Ліги чемпіонів УЄФА. Команди з однієї асоціації не можуть зіграти одна з одною.
У разі, якщо після основного часу рахунок рівний, переможець визначається в серії пенальті (додатковий час не грається).
| Команда 1              | Рахунок        | Команда 2           |
| ---------------------- | -------------- | ------------------- |
| 8 лютого 2022          |                |                     |
| Емполі                 | 3:5            | Боруссія (Дортмунд) |
| АЗ                     | 3:3 (пен. 4:3) | Вільярреал          |
| Жиліна                 | 3:1            | Інтернаціонале      |
| Рейнджерс              | 0:1            | Севілья             |
| 9 лютого 2022          |                |                     |
| Генк                   | 5:1            | Челсі               |
| Хайдук                 | 0:0 (пен. 2:3) | Атлетіко            |
| Мідтьюлланн            | 3:2            | Брюгге              |
| Депортіво (Ла-Корунья) | 2:2 (пен. 2:3) | Динамо              |

## Плей-оф
16 команд у турнірі на вибування, у кожній парі було зіграно по одному матчу. Механізм жеребкувань для кожного раунду наступний:
- У жеребкуванні 1/8 фіналу вісім переможців груп Шляху Ліги чемпіонів УЄФА зіграють проти восьми переможців стикових матчів. Команди з однієї групи Шляху Ліги чемпіонів УЄФА не можуть зіграти один з одним, але команди з однієї асоціації можуть зіграти один з одним. Жеребкування також визначить господарів кожного з матчів 1/8 фіналу.
- У жеребкуванні чвертьфіналів і наступних раундів немає посіву, і команди з однієї групи і однієї асоціації можуть зіграти один з одним. Жеребкування також визначає господаря кожного з чвертьфінальних матчів і номінальних «господарів» півфінальних матчів і фіналу (які проводяться на нейтральному полі).

У разі, якщо після основного часу рахунок рівний, переможець визначається в серії пенальті, (додатковий час не грається)

### 1/8 фіналу
| Команда 1         | Рахунок        | Команда 2           |
| ----------------- | -------------- | ------------------- |
| 1 березня 2022    |                |                     |
| Манчестер Юнайтед | 2:2 (пен. 1:3) | Боруссія (Дортмунд) |
| Парі Сен-Жермен   | 2:0            | Севілья             |
| 2 березня 2022    |                |                     |
| Ліверпуль         | 1:1 (пен. 4:3) | Генк                |
| Реал Мадрид       | 2:3            | Атлетіко            |
| АЗ                | 0:0 (пен. 4:5) | Ювентус             |
| Жиліна            | 1:1 (пен. 3:4) | Ред Булл            |
| Мідтьюлланн       | 2:3            | Бенфіка             |
| 7 квітня 2022     |                |                     |
| Динамо            | 1:2            | Спортінг (Лісабон)  |

### 1/4 фіналу
| Команда 1           | Рахунок | Команда 2 |
| ------------------- | ------- | --------- |
| 15 березня 2023     |         |           |
| Ювентус             | 2:0     | Ліверпуль |
| 16 березня 2022     |         |           |
| Боруссія (Дортмунд) | 0:1     | Атлетіко  |
| Парі Сен-Жермен     | 1:3     | Ред Булл  |
| 13 квітня 2022      |         |           |
| Спортінг (Лісабон)  | 0:4     | Бенфіка   |

### 1/2 фіналу
| Команда 1      | Рахунок        | Команда 2 |
| -------------- | -------------- | --------- |
| 22 квітня 2022 |                |           |
| Атлетіко       | 0:5            | Ред Булл  |
| Ювентус        | 2:2 (пен. 3:4) | Бенфіка   |

## Фінал
| 25 квітня 2022 19:00 (EEST) |

| Ред Булл | 0:6      | Бенфіка                                                 |
| -------- | -------- | ------------------------------------------------------- |
|          | Протокол | Нету 2' Араужу 15', 57', 89' (пен.) Ндур 53' Семеду 69' |

| Коловрей, Ньйон Глядачів: 4 000 Арбітр: Гарм Осмерс |